# Max Keeble's Big Move
Max Keeble's Big Move é um filme estadunidense do gênero comédia, dirigido por Tim Hill e estrelado por Alex D. Linz.

## Sinopse
Max Keeble é um estudante que entrega jornais. Ele tem dois amigos, Robe e Megan, que são constantemente perturbados. Quando Max descobre que sua família vai se mudar para Chicago porque seu pai foi promovido, ele se vinga dos que o perturbavam. Só que existe um problema, seu pai recusa o emprego, o que faz que a família de Max não se mude mais.

## Elenco
- Alex D. Linz (Max Keeble)
- Larry Miller (Diretor Elliot T. Jindraike)
- Zena Grey (Megan)
- Josh Peck (Robe)
- Robert Carradine (Don Keeble)
- Jamie Kennedy (Sorveteiro do Mal)
- Nora Dunn (Lily Keeble)